# Karol Borhy
Karol Borhy (Budapest, 23 giugno 1912 – Lučenec, 9 gennaio 1997) è stato un allenatore di calcio cecoslovacco.

## Carriera
Vinse il campionato cecoslovacco nel 1959 con il CH Bratislava.

## Palmarès
- Campionato cecoslovacco: 1

CH Bratislava: 1958-1959
- Coppa di Cecoslovacchia: 1

Slovan Bratislava: 1961-1962